# Museo del Jazz de Nueva Orleans
El New Orleans Jazz Museum (en español, Museo del Jazz de Nueva Orleans) es un museo de música en Nueva Orleans (Luisiana), dedicado a preservar y celebrar la historia del Jazz. Aunque originalmente fue un museo independiente, ahora está afiliado al grupo de museos del estado de Luisiana. El Museo del Jazz de Nueva Orleans se encuentra en el edificio de la Casa de la Moneda (New Orleans Mint), con la dirección Avenida Esplanade n.º 400, en el histórico barrio francés de Nueva Orleans.

## Historia
Un grupo de entusiastas y coleccionistas miembros del New Orleans Jazz Club (fundado en 1949) empezaron a planear la creación de un museo para conmemorar el Jazz de Nueva Orleans. Las figuras principales en este grupo fueron Edmond “Doc” Souchon, Myra Menville y Helen Arlt. El museo abrió sus puertas en el año 1961, en la calle Dumaine 1017, en el Barrio Francés, con Clay Watson como conservador y, aunque este espacio ya no acoge la colección, el local original forma parte del Hotel St. Pierre y muestra placas conmemorativas del museo.
En 1969, el museo se cambió al Hotel Royal Sonesta, pero en los años 70 el hotel cambió de dueños y en el año 1973 el museo se estableció en la calle Conti 833. Poco después, el museo cerró otra vez, por encontrarse en bancarrota. El 15 de septiembre de 1977 la colección entera del museo del Jazz de Nueva Orleans fue donada al pueblo de Luisiana y recibió el nombre de The New Orleans Jazz Club Collections del Museo Estatal de Luisiana. A comienzo de los años 80, la exposición de esta colección se abrió en el segundo piso de la Casa de la Moneda (Old US Mint), bajo la conservación de Don Marquis, y es ahí donde reside permanentemente el Museo del Jazz de Nueva Orleans. En 2005, el huracán Katrina dañó el Old US Mint y la colección de Jazz. La colección del museo ha sido presentada en numerosas exposiciones desde que la Casa de la Moneda reabriera sus puertas en 2008. Hay planes en proceso para convertir toda la Casa de la Moneda en el Museo del Jazz de Nueva Orleans.

## Propósito

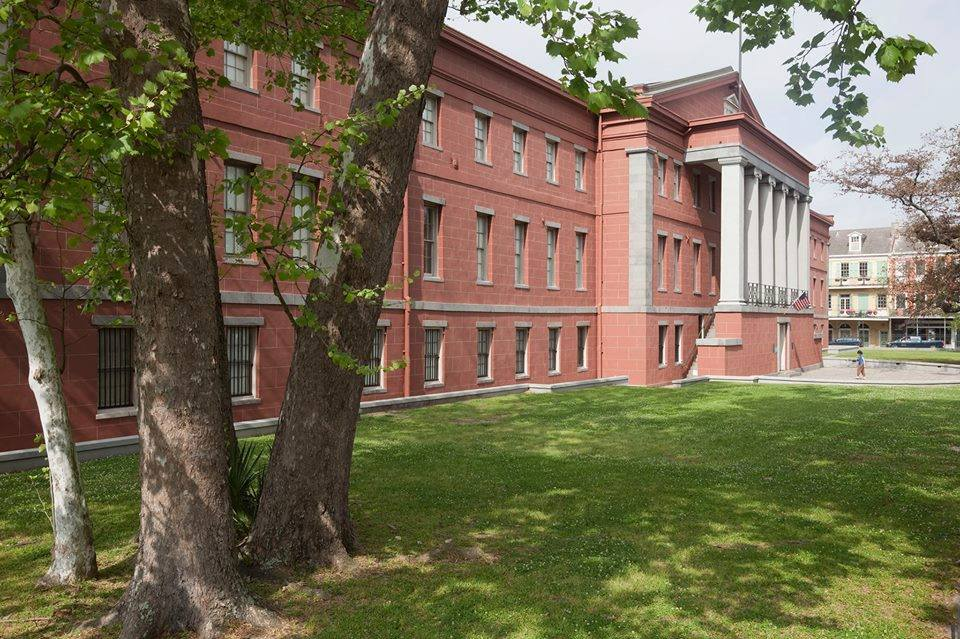
Frontispicio de la Casa de la Moneda, en la cual se encuentra el Museo del Jazz de Nueva Orleans.

El propósito del Museo del Jazz de Nueva Orleans es de celebrar la historia del Jazz en todas sus formas, por medio de exposiciones interactivas, programas educativos para diferentes edades, medios de investigación y presentaciones musicales. El museo contribuye al continuo renacimiento cultural de Nueva Orleans, ofreciendo una variedad de recursos para músicos y amantes de la música de todos idiomas y nacionalidades. El museo propone explorar la forma musical quinta esencialmente de Norteamérica: el Jazz, y su ciudad de nacimiento. Los visitantes aprenderán sobre la historia de Jazz, sus orígenes, sus artistas y la influencia que ha tenido mundialmente. 
La visión del Museo del Jazz de Nueva Orleans es de revelar y hacer apreciar la historia de Jazz en la ciudad donde nació. El museo busca atraer y establecer conexiones emocionales con amantes de la música, desde el barrio de Tremé hasta los confines del globo. Experiencias inmersivas e interactivas para visitantes contarán la historia de Jazz: sus orígenes africano-americanos, creación en Nueva Orleans, conexiones culturales, expresiones artísticas, innovadores musicales e influencia global, todo con el propósito de que el público entienda y aprecie esta forma artística norteamericana.

## Uso actual

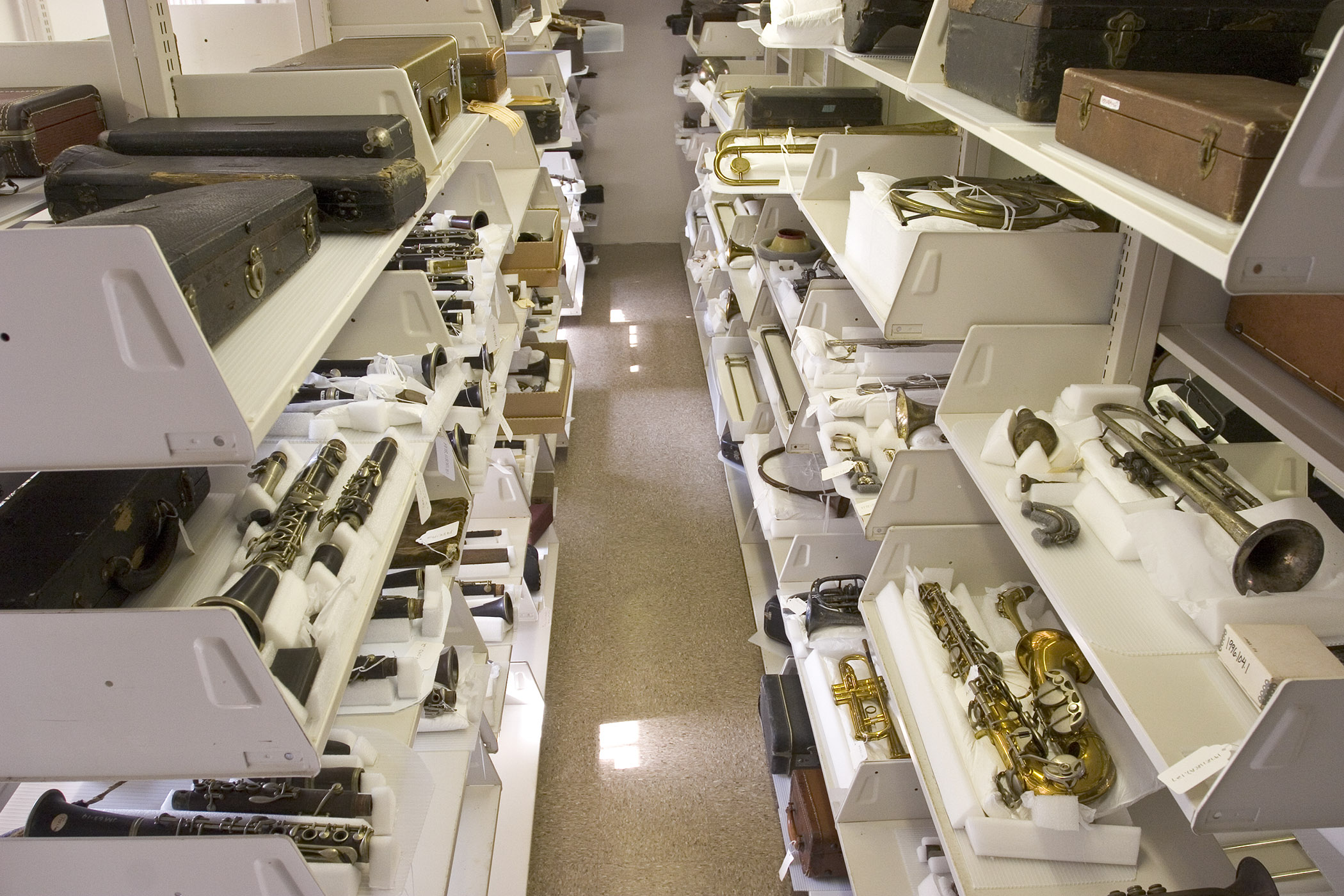

### Colecciones
El museo incluye las colecciones del New Orleans Jazz Club, las cuales fueron juntadas durante varias décadas. Esto incluye la colección más extensa de instrumentos de Jazz en el mundo entre otros artefactos y fotografías. Ejemplos incluyen la primera corneta de Louis Armstrong y el disco con la primera grabación de Jazz hecha en 1917. Entre otros instrumentos en la colección se encuentran algunos que pertenecieron a grandes músicos de Jazz como Bix Beiderbecke, Edward “Kid” Ory, George Lewis, Sidney Bechet y Dizzy Gillespie. Además de 12 000 fotografías, el museo tiene grabaciones en una variedad de formatos: más de 4000 discos en 78 rpm que datan de entre 1905 y 1950, varios miles discos LP y 45 rpm y aproximadamente 1400 grabaciones. También hay carteles, pinturas y grabados, y cientos de partituras desde el ragtime del siglo 19 hasta la música popular de los años 40 y 50. Muchas de las partituras son primeras ediciones que se volvieron piezas populares. Hay cientos de rollos de películas de conciertos, de funciones de cabarets, funerales de Jazz, desfiles y festivales. Incluso hay fragmentos de edificios donde se tocaba Jazz. Investigadores pueden hacer citas para tener acceso a materiales como cartas, fotografías y entrevistas.

### Exposiciones

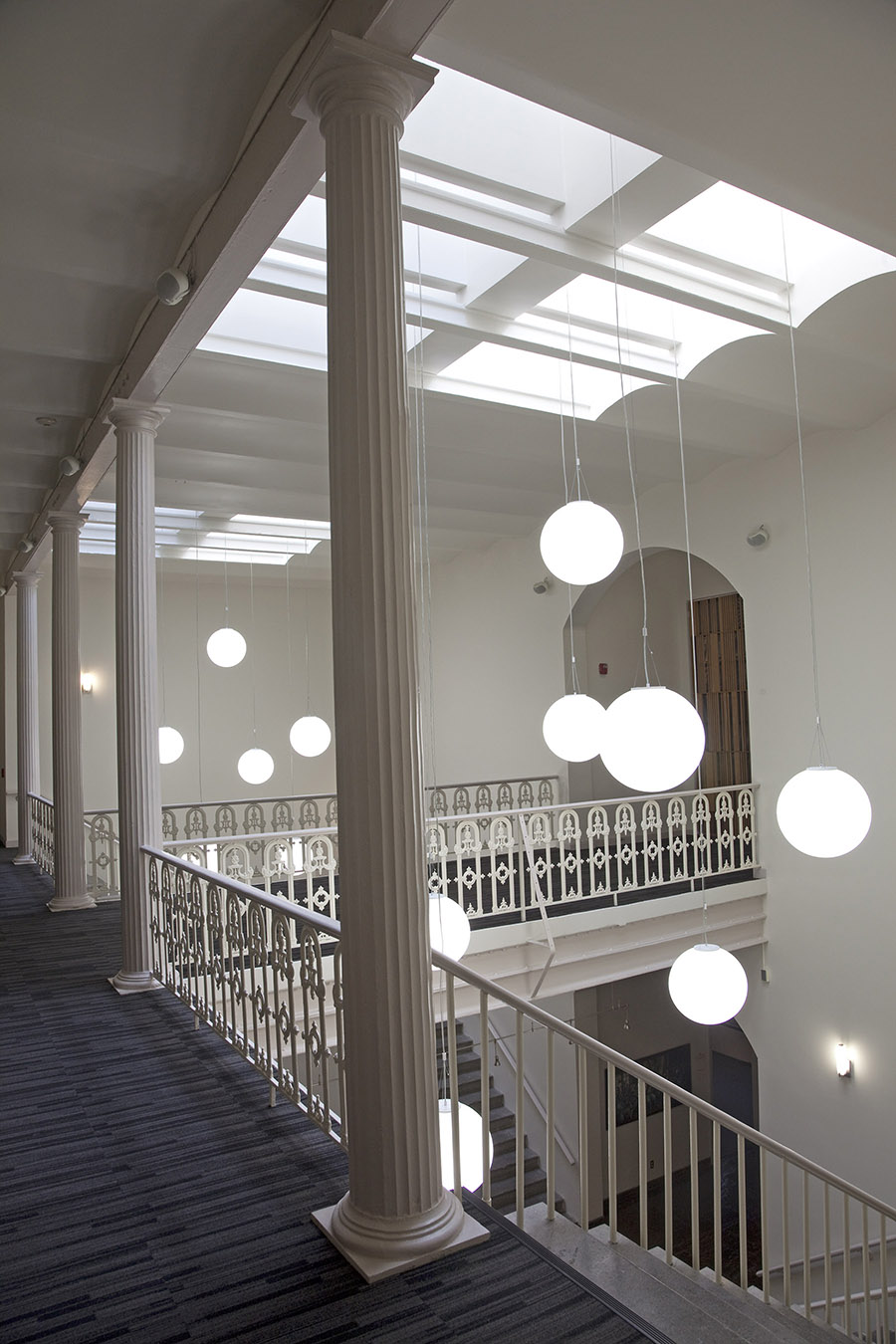

El Museo del Jazz de Nueva Orleans está enfocado en la creación e historia del Jazz en Nueva Orleans y su legado e importancia continua. El museo presenta una serie de exposiciones temporales y está en proceso de expandir su espacio, que incluirá aproximadamente 8,000 pies cuadrados, con un centro para visitantes, un espacio principal para exposiciones permanentes, salones de clase para educación de jóvenes y adultos, una galería especial para exposiciones en rotación y cuatro espacios de tecnología interactiva donde los visitantes pueden crear y compartir sus propias formas de Jazz.

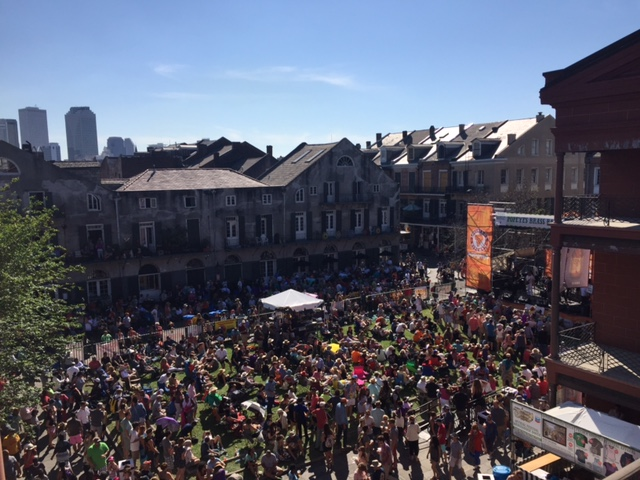

### Presentaciones Musicales
Parte del Museo del Jazz de Nueva Orleans es “Music at the Mint” una serie de presentaciones musicales en un local de primera clase que se encuentra en el tercer piso del museo. Estas presentaciones educan en vivo al público sobre el Jazz, dando un significado especial a las metas del museo. Varios festivales anuales toman lugar en el museo, incluyendo French Quarter Fest, Satchmo Fest, Downriver Fest, Creole Tomato Fest, International Guitar Fest y Danny Barker Fest.

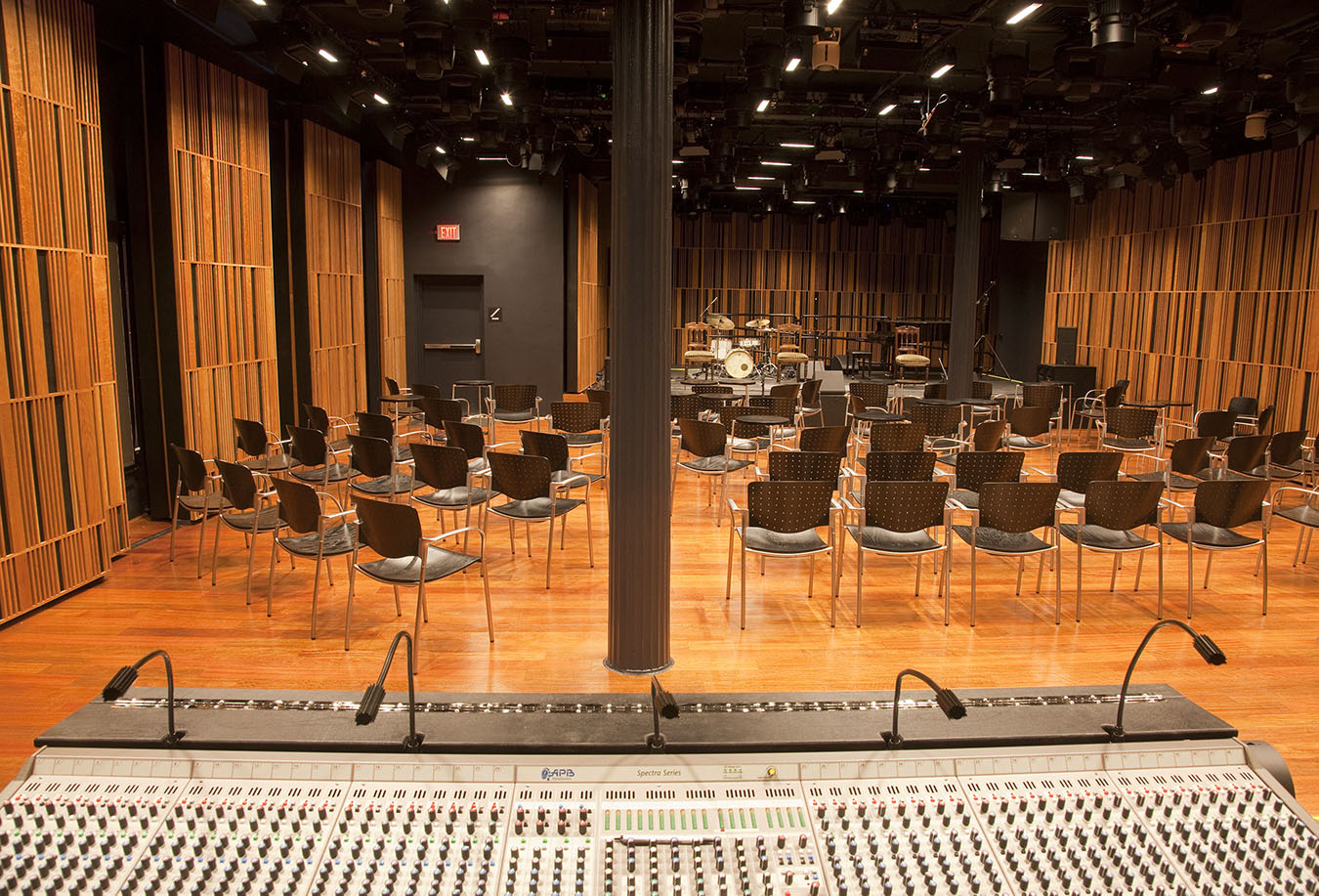

### Educación
El Museo del Jazz de Nueva Orleans contiene programaciones multigeneracionales: provee acceso a su colección y a sus facilidades de investigación por medio del Luisiana Historical Center. Además, el museo conecta sus colecciones de audio con su sitio web, dando acceso a su colección de Jazz, famosa internacionalmente. Para jóvenes y familias, los programas de educación del museo incluyen clases de música, clases para construir instrumentos, presentaciones de músicos y clases sobre tecnologías de grabación. Estas iniciativas educacionales acuerdan con los objetivos del museo e incluyen retiros para presentaciones y composición. Algunas de estas actividades se producen en conjunto con el Parque Histórico de Jazz de Nueva Orleans.

## Lecturas
- New Orleans Jazz: A Family Album, by Al Rose and Edmond Souchon, 3rd Edition, Louisiana State University Press, 1984.